# Diplacus congdonii
Diplacus congdonii är en gyckelblomsväxtart som först beskrevs av Benjamin Lincoln Robinson, och fick sitt nu gällande namn av Guy L. Nesom. Diplacus congdonii ingår i släktet Diplacus och familjen gyckelblomsväxter. Inga underarter finns listade i Catalogue of Life.